# Alba (Spagna)
Alba è un comune spagnolo di 178 abitanti situato nella comunità autonoma dell'Aragona.